# Ordishia striata
Ordishia striata är en fjärilsart som beskrevs av Druce 1895. Ordishia striata ingår i släktet Ordishia och familjen björnspinnare. Inga underarter finns listade i Catalogue of Life.